# Baltic Beverages Holding

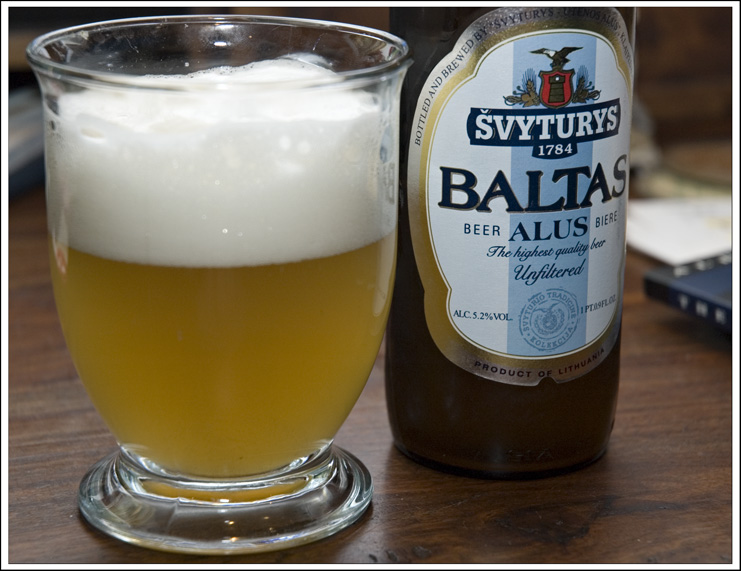

Baltic Beverages Holding (BBH) — скандинавский пивоваренный концерн.
Создан в 1991 году компаниями «Hartwall» (Финляндия), «Pripps» (Швеция), «Ringnes» (Норвегия) (промышленная группа «Orkla»). Baltic Beverages Holding создан специально для инвестирования в пивную отрасль в странах бывшего Советского Союза. Являлся совместным предприятием датской Carlsberg и британской Scottish & Newcastle. С марта 2008 года BBH полностью принадлежит компании Carlsberg.
BBH управляет 18 пивоваренными компаниями в шести странах Восточной Европы. BBH принадлежало 85 % ОАО «Пивоваренная компания „Балтика“». В феврале 2012 года Carlsberg объявила о предстоящем выкупе у прочих акционеров оставшихся 15 % акций «Балтики», на что предполагается потратить $1,15 млрд

## Деятельность
Baltic Beverages Holding в 2006 году увеличил объём продаж на 14 % по сравнению с 2005 годом, до 23,4 млн гектолитров (гкл).
Чистые продажи BBH выросли на 21 % до $1,405 млрд. Операционная прибыль выросла на 37 % $318,7 млн. Операционная рентабельность выросла на 2,7 процентных пункта до 22,7 %.

### Деятельность в России
BBH оценивает свою долю на рынке пива в России в 2006 году на уровне 36,4 %.